# Rio Sangão
O rio Sangão é um curso de água do estado de Santa Catarina, no Brasil. Localiza-se no sul do estado, cortando principalmente os municípios de Forquilhinha e Criciúma, além de fazer a divisa natural entre as duas cidades. Pertence a bacia hidrográfica do rio Araranguá, desaguando no rio Mãe Luzia. Este rio esta morto. As águas do rio Sangão possuem uma coloração negra (cor característica da poluição do carvão), sendo possível observar partículas de carvão suspensas na água, enquanto a areia de suas margens são negras e possuem grande acumulo de partículas de carvão. Em média, 80% da poluição do carvão advindas do rio Mãe Luzia, provém das águas do Sangão.